# Kotlinka pod bránami
Kotlinka pod bránami ( polsky Kotlinka pod Bramami alebo Bździochowa Kotlina je jihozápadní větev Kolové doliny mezi Kolovým hrebeňom, úsekem hlavního hřebene Vysokých Tater od Zmrzlej věže po Kolový štít a jeho vedlejším severozápadním hřebenem. Je součástí Javorové doliny. 

## Název
Vznikl po druhé světové válce, kdy horolezci potřebovali přesněji se v této části Tater orientovat. Polský název poukazuje na polohu lokality pod Vyšnou bránou, Prostrednou bránou a Nižnou bránou v severozápadním vedlejším hřebeni Kolového štítu. Poláci používají Bździochowa Kotlina, který mě v slovenštině obměnu Velká Bždžochova kotlina (podle Bači Bždžocha). 

## Turistika
Pro turisty je nepřístupná.